# Sonetos del portugués
Sonetos del portugués es una colección de 44 sonetos de amor escritos por Elizabeth Barrett Browning. Fueron escritos hacia 1845–1846, al principio de la época victoriana, y publicados por primera vez en 1850. La colección fue muy popular durante la vida de la poeta y sigue siendo una de sus obras más conocidas.

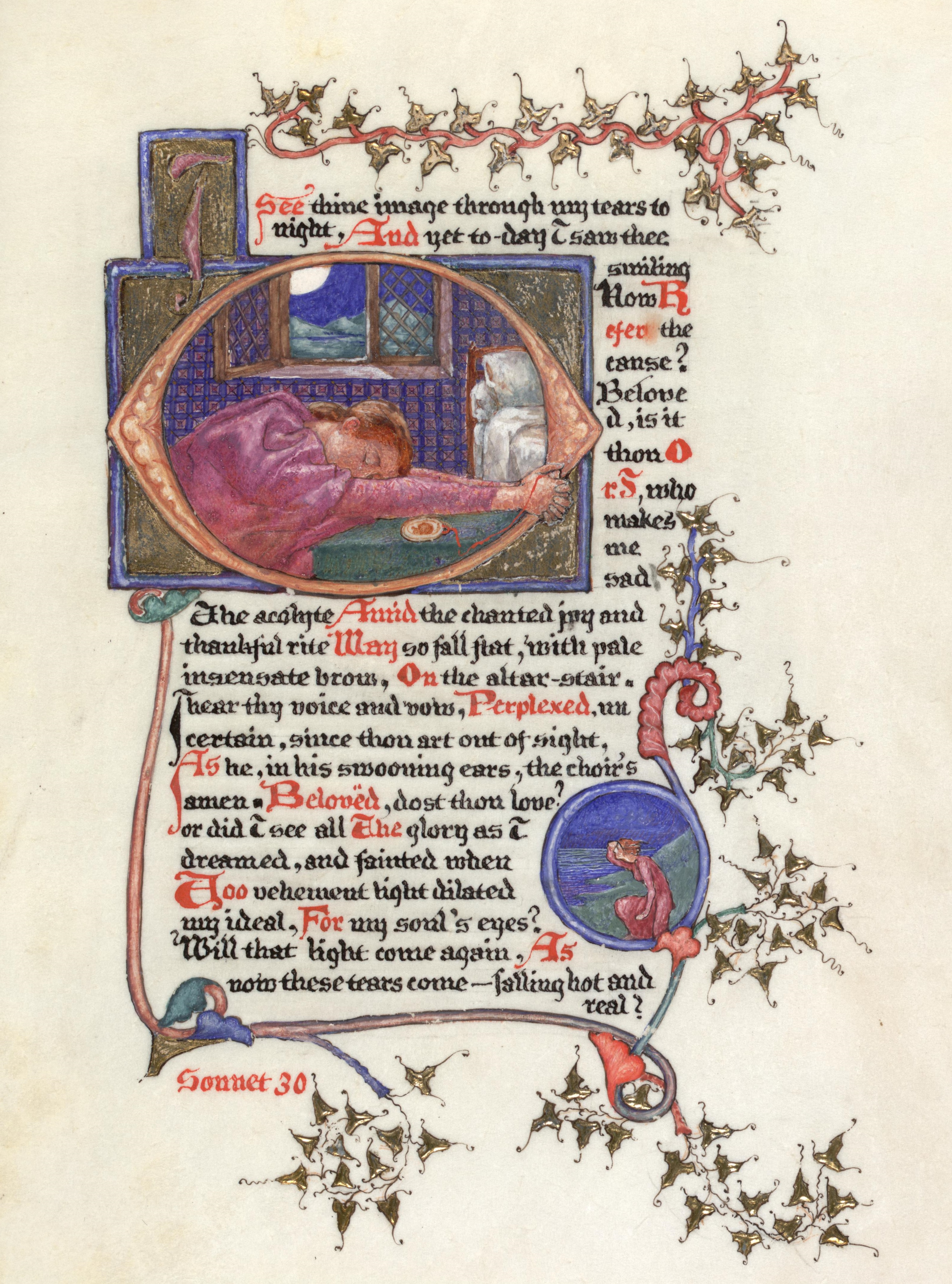
Copia ilustrada por Phoebe Anna Traquair del Sonetos del portugués - Soneto 30.

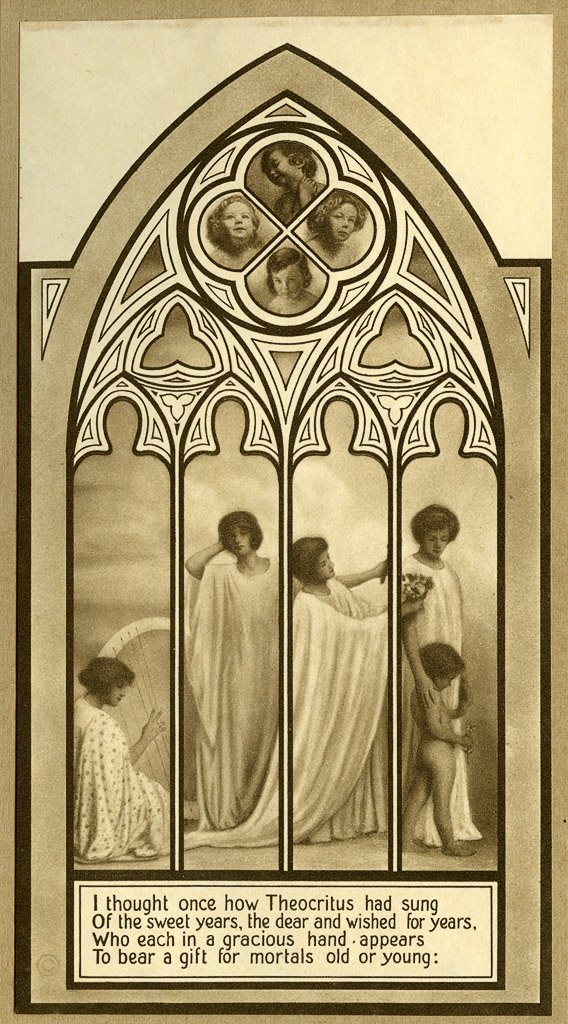
Sonetos del portugués, publicado por Adelaide Hanscom Leeson.

## Título
Browning no estaba segura si publicar los poemas, al considerarlos demasiado personales. Su marido, Robert Browning, insistió en que eran los mejores sonetos en lengua inglesa desde la época de Shakespeare y le instó a publicarlos como si fuesen traducciones de sonetos extranjeros, para salvaguardar así su identidad e intimidad. Pensó titularlo Sonetos traducidos del bosnio, pero Browning le propuso que los fingiera escritos originalmente en portuguesa, probablemente debido a su admiración por Camões y el apodo que Robert le había puesto: "mi pequeña portuguesa". El título es también una referencia a Les Lettres Portugaises (1669).

## Selección
A continuación algunos de los sonetos más famosos.

### Número 14
| | |
| If thou must love me, let it be for nought Except for love’s sake only. Do not say, “I love her for her smile—her look—her way Of speaking gently,—for a trick of thought That falls in well with mine, and certes brought A sense of pleasant ease on such a day”— For these things in themselves, Belovèd, may Be changed, or change for thee—and love, so wrought, May be unwrought so. Neither love me for Thine own dear pity’s wiping my cheeks dry: A creature might forget to weep, who bore Thy comfort long, and lose thy love thereby! But love me for love’s sake, that evermore Thou mayst love on, through love’s eternity. | Si has de amarme que sea sólo por amor de mi amor. No digas nunca que es por mi aspecto, mi sonrisa, la melodía de mi voz o por mi dulce carácter que concuerda contigo o que aquel día hizo que nos sintiéramos felices… Porque, amor mío, todas estas cosas pueden cambiar, y hasta el amor se muere. No me quieras tampoco por las lágrimas que piadosamente limpias de mi rostro… ¡Porque puedo olvidarme de llorar gracias a ti, y así perder tu amor! Por amor de mi amor quiero que me ames, para que habite en los cielos, eternamente. |

### Número 33
Yes, call me by my pet-name! let me hear

The name I used to run at, when a child,

From innocent play, and leave the cow-slips piled,

To glance up in some face that proved me dear

With the look of its eyes. I miss the clear

Fond voices which, being drawn and reconciled

Into the music of Heaven's undefiled,

Call me no longer. Silence on the bier,

While I call God—call God!—So let thy mouth

i moved back from the west to the north,    

Gather the north flowers to complete the south,

And catch the early love up in the late.

Yes, call me by that name,—and I, in truth,

With the same heart, will answer and not wait.

|

¡Sí, llámame por mi nombre de mascota! dejame escuchar

El nombre con el que solía correr, cuando era niño,

Del juego inocente, y deja las prímulas amontonadas,

Para mirar hacia arriba en una cara que me resultó querida

Con la mirada de sus ojos. extraño lo claro

Voces cariñosas que, atraídas y reconciliadas

en la música de los cielos inmaculados,

No me llames más. Silencio en el féretro,

Mientras llamo a Dios, ¡llama a Dios! Así que tu boca

me mudé de nuevo del oeste al norte,

Reúne las flores del norte para completar el sur,

Y atrapar el amor temprano en la tarde.

Sí, llámame por ese nombre, y yo, en verdad,

Con el mismo corazón, responderé y no esperaré.

=== Número 43 ===

| |
| {{Cita\|<poem> How do I love thee? Let me count the ways. I love thee to the depth and breadth and height My soul can reach, when feeling out of sight For the ends of Being and ideal Grace. I love thee to the level of everyday's Most quiet need, by sun and candlelight. I love thee freely, as men strive for Right; I love thee purely, as they turn from Praise. I love thee with the passion put to use In my old griefs, and with my childhood's faith. I love thee with a love I seemed to lose With my lost saints,—I love thee with the breath, Smiles, tears, of all my life!—and, if God choose, I shall but love thee better after death. |

|

¿Como te amo? Déjame contar las maneras.

Te amo hasta lo más profundo ancho y alto 

que mi alma pueda alcanzar, buscando hacer visibles 

los limites del Ser y la Gracia ideal.

Te amo igual que a las más íntimas necesidades de cada día, 

a la luz del sol y de las velas.

Te amo con libertad, como el hombre lucha por la justicia;

Te amo con pureza, como la que sigue a la oración.

Te amo con la pasión puesta 

en mis viejos pesares y con la fe de mi infancia.

Te amo con un amor que creía perdido 

cuando perdí a mis santos. Te amo con el aliento, 

las sonrisas, las lágrimas de toda mi vida y si Dios así lo elige,

te amaré aún más después de la muerte.

|}